# Sváb-Alb
A Sváb-Alb (németül: Schwäbische Alb) mintegy 180 km hosszú és 30-40 km széles középhegység Németország déli részén, nagyobb részt Baden-Württemberg, kisebb részt Bajorország területén. Jura mészkő alkotta, erózió szabdalta fennsík, melyet északnyugat felől a Albtrauf nevű markáns meredély zár le, míg délkelet felé lankásan ereszkedik a Duna völgyéig, melynek túlpartján az Alpenvorlandban folytatódik. Legmagasabb pontja az 1015 m magas Lemberg.

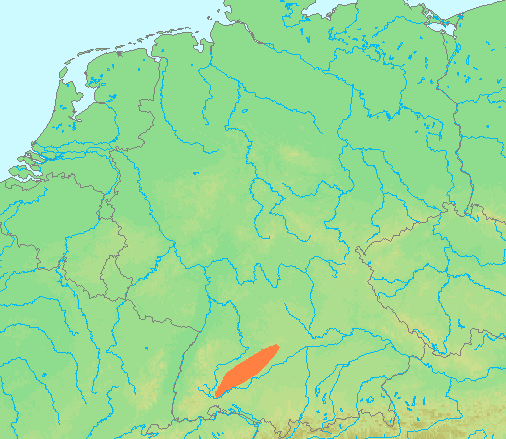
A Sváb-Alb fekvése Németországon belül

A német földrajzi tájbeosztás szerint a Frank-Albbal együtt egy 3. szintű nagytájat alkot a Délnyugat-német lépcsővidéken belül.
Különlegessége többek között, hogy a Duna Ulm felett torkolló Blau mellékfolyója mentén van a Hohle Fels (Odvas Szikla) és a Gliesenkösterle barlang, ahol több, mint 30.000 éves furulyát, vagy a festőművészet eddigi legrégebbi nyomait találták meg. A megtalált 4 festett kő mintegy tizenötezer éves.

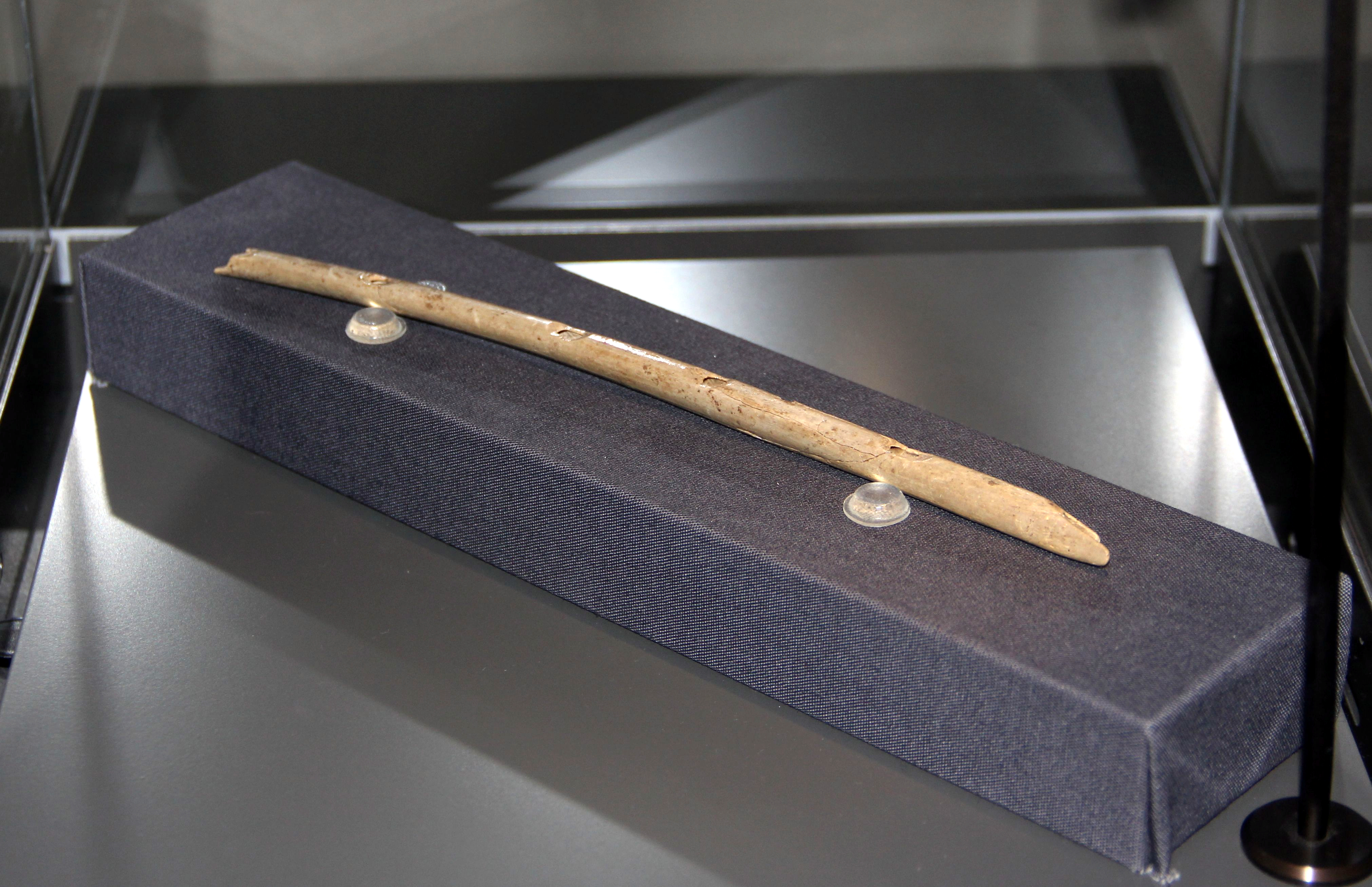
A Hohle Fels-i furulya

## Fordítás
Ez a szócikk részben vagy egészben a Schwäbische Alb című német Wikipédia-szócikk ezen változatának fordításán alapul.  Az eredeti cikk szerkesztőit annak laptörténete sorolja fel. Ez a jelzés csupán a megfogalmazás eredetét és a szerzői jogokat jelzi, nem szolgál a cikkben szereplő információk forrásmegjelöléseként.